# Шубашич, Иван

Иван Шубашич

Доктор Иван Шубашич, (сербохорв. Ivan Šubašić / Иван Шубашић; 27 мая 1892, Вукова Горица, ок. Карловаца — 22 марта 1955, Загреб) — хорватский и югославский политик и юрист.

## Молодые годы
Молодость провел в Загребе, где учился на теологическом факультете Загребского университета. С началом Первой мировой войны воевал в 1914 году на Дрине, а потом был отправлен на Восточный фронт, где в 1916 году попал в плен. В плену перешел в сербскую армию и в 1918 году уже воевал на стороне Антанты на Салоникском фронте. За военные заслуги получил от югославских властей орден Звезды Карагеория II степени. 

## Карьера в королевской Югославии
После войны вернулся в Загребский университет, где получил степень доктора права. После этого открыл адвокатскую контору в городе Врбовско. В 1938 году был избран в Скупщину, считался лояльным югославским властям. Заместитель председателя Хорватской крестьянской партии В. Мачека, был посредником на переговорах между Мачеком и принцем Павлом об автономии Хорватии. В 1939—1941 годах, после предоставления автономии Хорватии, занимал должность бана (правителя) Хорватии. В связи с оккупацией Югославии в 1941 году бежал в Лондон, а затем в США.

## В эмиграции
В 1942 году начал работать в нью-йоркском Югославском информационном центре. В США еще до оккупации Югославии сложилась заметная диаспора выходцев из этой страны. Причем среди американских выходцев из Югославии преобладали хорваты. В 1940 году в США хорватский язык считали родным 115 400 человек, тогда как сербский только 37 600. Однако после назначения главой эмигрантского правительства Югославии Б. Пурича в 1943 году, Югославский информационный центр был закрыт и Шубашич остался без работы. Американские спецслужбы разработали в 1943 году план под кодовым названием «Пастух». План предполагал заброску в оккупированную Югославию миссии Шубашича, которая должна была объединить все силы Сопротивления.
1 июня 1944 года возглавил правительство Югославии в изгнании, признанное западными странами. 

## Снова в Югославии
В марте 1945 года вошёл в коалиционное правительство, сформированное Тито, и стал министром иностранных дел. В октябре того же года подал в отставку из-за несогласия с политическим курсом. Однако из страны не эмигрировал, последние 10 лет жизни прожил в Загребе.